# U-720
U-720 – niemiecki okręt podwodny (U-Boot) typu VII C z okresu II wojny światowej. Okręt wszedł do służby w 1943 roku.

## Historia
Wykorzystywany jako jednostka szkolna i treningowa w 21. i 31. Flotylli U-Bootów, w związku z tym nie odbył ani jednego patrolu bojowego i nie zatopił żadnej jednostki przeciwnika.
Poddany 5 maja 1945 roku na wyspie Helgoland (Niemcy), przebazowany do Loch Ryan (Szkocja). Zatopiony 21 grudnia 1945 roku podczas operacji Deadlight ogniem artyleryjskim przez HMS „Onslaught”, „Zetland” i ORP „Piorun”.